# Шухов, Борис Хабалович
Борис Хабалович Шухов (8 мая 1947 года, Кодыма, Одесская область, УССР) — советский велогонщик. Заслуженный мастер спорта СССР (1970).

## Биография
Одним из тренеров спортсмена был Владимир Петрович Петров.
Чемпион мира по велоспорту 1970 года, участник летних Олимпийских игр 1968 в Мехико, олимпийский чемпион на летних Играх в 1972 году в Мюнхене.
На Олимпийских играх 1972 года в Мюнхене, в упорной борьбе, советская команда из четырёх велогонщиков в составе Геннадия Комнатова, Валерия Лихачёва, Бориса Шухова и Валерия Ярды завоевала золотые медали в командной гонке на 100 километров.
Член КПСС с 1976 года.
Награждён орденом «Знак Почёта» и медалью «За трудовое отличие».